# 清川だし

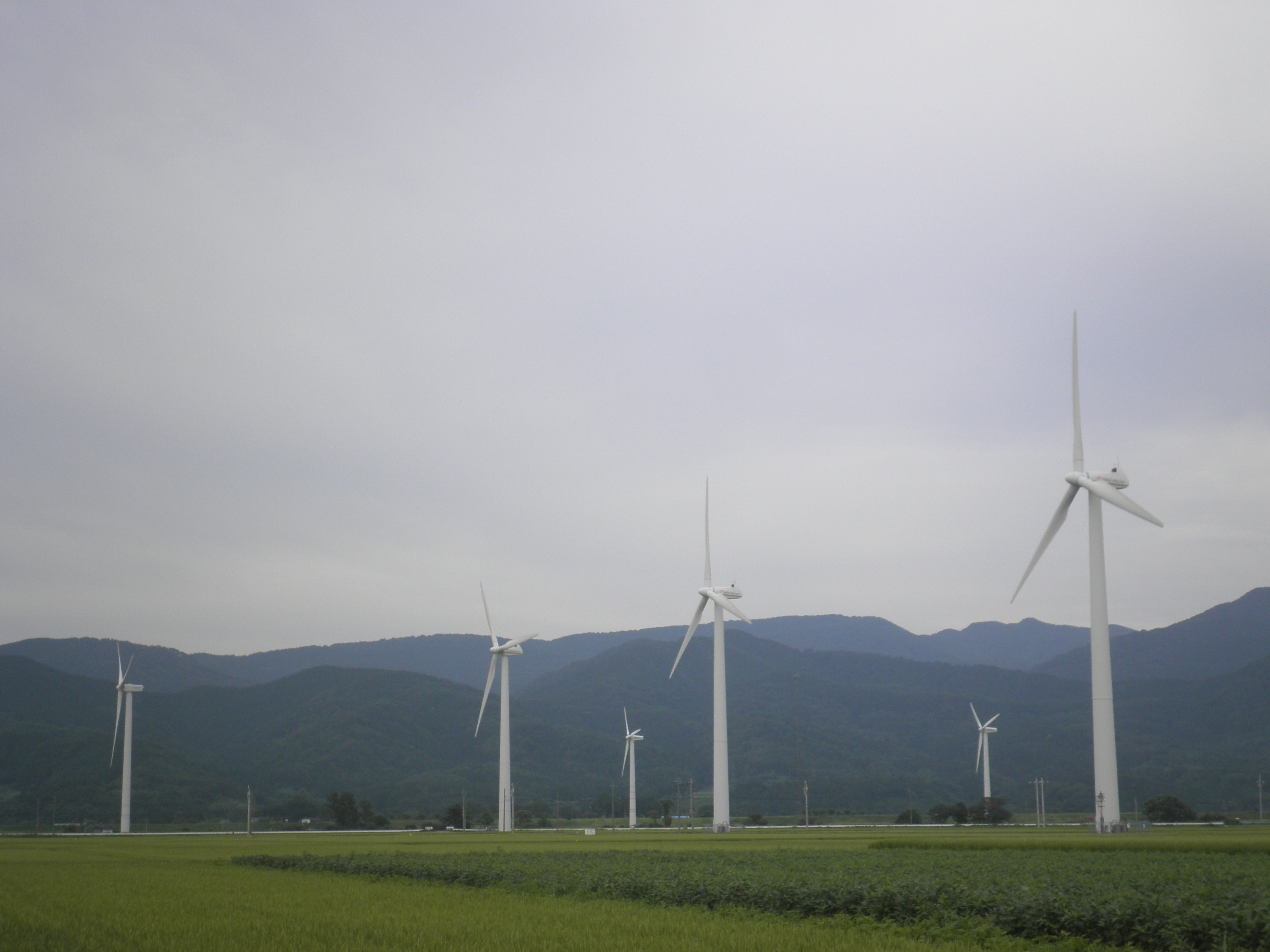
清川だしを利用した風力発電（庄内町）

清川だし（きよかわだし）は、山形県庄内地方の最上川付近に吹く局地的な偏東風。地方風の一つである。日本三大局地風の一つに数えられ、地峡風の代表例に挙げられる。

## 特徴
地元の庄内地方では東寄りの風を一般的に「ダシ」と呼んでいる。これまでの論文の報告では風速等の基準が異なり、また一般的には低温低湿の風と認識されているがフェーン型にもボラ型にもなるとされるなど定義は一義的でない。
清川だしの発生する気圧配置については、日本海側に低気圧の吸引源が必要とされ、特に太平洋側に高気圧がある場合には発生頻度が高く、特に持続的に強くなるのは梅雨前線が日本列島南側にありオホーツク海高気圧が顕著な場合とされる。地形的にはオホーツク海方面からの空気が、東の奥羽山脈の鞍部から最上盆地に入り込んで沈積し、これが越後山脈を最上川が横断して峡谷となっている古口 - 清川間を溢流することで強い地上風が発生すると考えられている。

## 影響と利用
稲作に影響することがあり、出穂直後に強風を受けることで蒸散過多となり白穂現象を起こすことがある。
一方、春から秋にかけての清川だしなど年間を通じて平均した風向、風速を有しており、山形県立川町（現庄内町）では風力発電による町おこしが行われている。